# FRAT2
FRAT2‏ (FRAT2, WNT signaling pathway regulator) هوَ بروتين يُشَفر بواسطة جين FRAT2 في الإنسان.